# Judith Brandt
Judith Brandt (* 1. August 1965 in West-Berlin) ist eine deutsche Synchronsprecherin und Schauspielerin.

## Leben
Judith Brandt ist die Tochter der Schauspieler Rainer Brandt (1936–2024) und Ursula Heyer (* 1940). Neben ihrer Schauspielausbildung bei Erika Dannhoff in Berlin absolvierte sie eine Tanz- und Gesangsausbildung. Judith Brandt war 1990 in dem Kinofilm Neuner und in der Krimiserie Ein Fall für zwei und 1995 im TV-Film Ach du fröhliche im Fernsehen zu sehen. Sie wird regelmäßig für die Synchronisation von Sophie Marceau und Monica Bellucci eingesetzt. Außerdem wurde sie als deutsche Stimme für die Rollen der Bree Van de Kamp in der Serie Desperate Housewives und der Dawn Atwood (Ryans Mutter) in O.C., California bekannt.
Seit Anfang 2016 ist Judith Brandt Geschäftsführerin des von ihrem Vater gegründeten Synchronstudios Brandtfilm.

## Filmografie

### Schauspielerin
- 1982: Christian und Christiane (Serie)
- 1984: Ein Fall für zwei: Elf Jahre danach
- 1984: Der Lehrer und andere Schulgeschichten
- 1986: Jakob und Adele
- 1988: Oh Gott, Herr Pfarrer
- 1988: Die Wicherts von nebenan
- 1990: Wie gut, dass es Maria gibt
- 1990: Neuner
- 1995: Ach du Fröhliche
- 1996: Mit den Waffen einer Frau
- 2002: Streit um drei

### Synchronsprecherin (Auswahl)
Sophie Marceau
- 1989: Meine Nächte sind schöner als deine Tage als Blanche
- 1999: James Bond 007 – Die Welt ist nicht genug als Elektra King
- 2005: Anthony Zimmer als Chiara Manzoni
- 2009: Don’t Look Back – Schatten der Vergangenheit als Jeanne #1

#### Filme
- 1996: Für Yvonne Romain in Die Peitsche als Anya
- 2015: Für Monica Bellucci in James Bond 007: Spectre als Lucia

#### Serien
- 1984: Für Catherine Oxenberg in Love Boat als Monica Blackburn
- 1987: Für Wendy Kilbourne in Fackeln im Sturm als Constance Flynn Hazard
- 2000–2001: Für Elisabeth Röhm in Angel – Jäger der Finsternis als Kate Lockley
- 2002–2006: Für Stephanie Niznik in Everwood  – als Nina Feeney
- 2004–2006: Für Daphne Ashbrook in O.C., California als Dawn Atwood
- 2009: Für Teri Polo in Ghost Whisperer – Stimmen aus dem Jenseits als Nikki (4.11–4.12)
- 2004–2012: Für Marcia Cross in Desperate Housewives als Bree Van de Kamp
- 2009/2014: Für Valerie Cruz in Dexter als Sylvia Prado